# Johannes (Papstname)
Johannes hießen folgende Päpste: 

## Katholische Päpste
Johannes ist der am häufigsten gewählte Papstname. Er bezieht sich auf Johannes den Täufer und nicht auf den Evangelisten Johannes, da es nicht üblich war, den Namen eines der zwölf Apostel oder der Evangelisten zu wählen. 
- Johannes I. (523–526)
- Johannes II. (533–535)
- Johannes III. (561–574)
- Johannes IV. (640–642)
- Johannes V. (685–686)
- Johannes VI. (701–705)
- Johannes VII. (705–707)
- Johannes VIII. (Gegenpapst) (844)
- Johannes VIII. (872–882)
- Johannes IX. (898–900)
- Johannes X. (914–928)
- Johannes XI. (931–935)
- Johannes XII. (955–964)
- Johannes XIII. (965–972)
- Johannes XIV. (983–984)
- Johannes XV. (985–996)
- Johannes XVI. (Gegenpapst, 997–998)
- Johannes XVII. (1003)
- Johannes XVIII. (1003–1009)
- Johannes XIX. (1024–1032)
- Johannes XXI. (1276–1277)
- Johannes XXII. (1316–1334)
- Johannes XXIII. (Gegenpapst) (1410–1415)
- Johannes XXIII. (1958–1963)
- Johannes Paul I. (1978)
- Johannes Paul II. (1978–2005)

## Koptische Päpste
- Johannes I. (496–505)
- Johannes II. (505–516)
- Johannes III. (681–689)
- Johannes IV. (776–799)
- Johannes V. (1146–1166)
- Johannes VI. (1189–1216)
- Johannes VII. (1261–1268, 1271–1293)
- Johannes VIII. (1300–1320)
- Johannes IX. (1320–1327)
- Johannes X. (1363–1369)
- Johannes XI. (1428–1453)
- Johannes XII. (1480–1483)
- Johannes XIII. (1483–1524)
- Johannes XIV. (1573–1589)
- Johannes XV. (1621–1631)
- Johannes XVI. (1676–1718)
- Johannes XVII. (1727–1745)
- Johannes XVIII. (1770–1797)
- Johannes XIX. (1929–1942)